# Saint-Pierre-Langers
Saint-Pierre-Langers település Franciaországban, Manche megyében. Lakosainak száma 621 fő (2022. január 1.). Saint-Pierre-Langers Jullouville, La Lucerne-d’Outremer, Saint-Aubin-des-Préaux, Saint-Jean-des-Champs, Saint-Pair-sur-Mer és Sartilly-Baie-Bocage községekkel határos.

## Népesség
A település népessége az elmúlt években az alábbi módon változott:
| Lakosok száma | 376  | 378  | 357  | 482  | 541  | 565  | 601  | 620  | 630  | 621  |
|               | 1968 | 1982 | 1990 | 2006 | 2013 | 2015 | 2017 | 2019 | 2020 | 2022 |